# Râul Solonț
Râul Solonț este un curs de apă, afluent al râului Tazlăul Mare.
Pârâul Solonț izvorăște din masivul păduros al Zemeșului, curge către est prin satele Solonț și Sărata și se varsă în Tazlăul Mare pe teritoriul comunei Pîrjol.

## Hărți
- Harta munții Tarcău
- Ovidiu Gabor - Economic Mechanism in Water Management ][nefuncțională]